# Praxidike (maan)
Praxidike of Jupiter XXVII is een natuurlijke satelliet van Jupiter. De maan is ontdekt door astronomen van de Universiteit van Hawaï in Manoa in 2000, en kreeg eerst de naam S/2000 J7 toegewezen. Praxidike is 6,8 kilometer in doorsnee en roteert om Jupiter op een gemiddelde afstand van 20,824 Gm in 625,39 dagen.
Praxidike is genoemd naar de Griekse godin van de vernietiging.